# 三村恪一
三村 恪一（みむら かくいち、1931年8月16日 - 2022年2月19日）は日本出身の元サッカー選手、サッカー指導者。ポジションはFB。

## 経歴
第二次世界大戦後に都立第八中学校（東京都立小山台高等学校の前身）に編入しサッカーを始める。卒業後は中央大学に進学し、1953年には長沼健と共に日本学生選抜に選出され、ドイツのドルトムントで開催された国際大学スポーツ週間（ユニバーシアードの前身）に出場した。
大学卒業後は東邦チタニウムに入社し、同社にサッカー部を設立。選手兼指導者として選手強化や環境作りに奔走した。
日本代表としては、1955年1月の東南アジア遠征で代表デビュー。同月11日のビルマ（体協選抜）戦で国際Aマッチ出場を果たし（後の日本代表データの見直しで2日のビルマ（保険大臣チーム）戦が国際Aマッチと認められたため、現在はこの試合が国際Aマッチデビュー戦）、同年11月のメルボルンオリンピック代表メンバーに選出された。
現役引退後は東邦チタニウムサッカー部の監督として、関東サッカーリーグ優勝4回、1983年に日本サッカーリーグ2部昇格に導いた。その後は日本サッカー協会技術委員、指導委員、海上自衛隊厚木基地マーカスのコーチなどを務めた。
2022年2月19日、死去。

## 所属クラブ
- 都立第八中学校（東京都立小山台高等学校の前身）
- 中央大学
- 東邦チタニウム

## 経歴
- 日本代表初出場：1955年1月2日 対ビルマ（保険大臣チーム）戦（ラングーン）

## 代表歴

### 出場大会
- メルボルンオリンピック

### 試合数
- 国際Aマッチ 4試合 0得点(1955)

| 日本代表 | 国際Aマッチ | 国際Aマッチ | その他 | その他 | 期間通算 | 期間通算 |
| 年       | 出場        | 得点        | 出場   | 得点   | 出場     | 得点     |
| -------- | ----------- | ----------- | ------ | ------ | -------- | -------- |
| 1955     | 4           | 0           | 3      | 0      | 7        | 0        |
| 1956     | 0           | 0           | 3      | 0      | 3        | 0        |
| 通算     | 4           | 0           | 6      | 0      | 10       | 0        |

### 出場
| No. | 開催日         | 開催都市   | スタジアム | 対戦相手 | 結果 | 監督     | 大会         |
| --- | -------------- | ---------- | ---------- | -------- | ---- | -------- | ------------ |
| 1.  | 1955年01月02日 | ラングーン |            | ビルマ   | △1-1 | 竹腰重丸 | 国際親善試合 |
| 2.  | 1955年01月05日 | ラングーン |            | ビルマ   | ●0-3 | 竹腰重丸 | 国際親善試合 |
| 3.  | 1955年01月08日 | ラングーン |            | ビルマ   | △1-1 | 竹腰重丸 | 国際親善試合 |
| 4.  | 1955年01月11日 | ラングーン |            | ビルマ   | ○1-0 | 竹腰重丸 | 国際親善試合 |

## 指導歴
- 東邦チタニウム：監督
- 日本サッカー協会：技術委員、指導委員
- 海上自衛隊厚木基地マーカス：チームアドバイザー

## 著書
- 『サッカー勝敗を左右する守備力』スキージャーナル、2008年 ISBN 4789900703